# Majs
Majs (Zea mays) er en afgrøde, som spises rå, kogt, grillet med smør eller laves til cornflakes. Nogle majssorter kan anvendes til popcorn. Fodermajs bruges til husdyr.
Den høstes gerne inden den er modnet helt, hvis den skal spises uforarbejdet. Derimod venter man med høsten, hvis den skal forarbejdes. Dette skyldes, at majskernerne tørrer ud ved modningen, og dermed bliver lettere at forarbejde – eksempelvis til majsmel. Ved ristning af de tørrede kerner kan man få popcorn eller cornflakes.
Ensidig majsspisning kan medføre vitaminmangel.

Majs mangler et par af de essentielle aminosyrer, hvilket gør at det er nødvendigt at supplere kosten med andre kilder til protein, hvis majs udgør en stor del af kosten. 
Majsplanten, særligt de unge majsskud, indeholder et kraftigt antibiotikum, DIMBOA, også kendt som et benzoxazinoid, der er et naturligt forsvar mod skadedyr som insekter samt svampe og bakterier.
I lande, hvor man sjældent spiser majs, bliver majs simpelthen malet. Hvor majs er en daglig basisfødevare, koges kornene i mange timer med alkaliske stoffer (såsom læsket kalk eller træaske), afblødes, males våde til en dej og forarbejdes derefter enten direkte til slutproduktet eller tørres igen og sælges som mel; denne proces gør den niacin, den indeholder, brugbar for kroppen og forbedrer smagen og bageegenskaberne.

## Verdensproduktion
| Land       | Produktion (Ton) |
| ---------- | ---------------- |
| USA        | 392.450.840      |
| Kina       | 257.173.900      |
| Brasilien  | 82.288.298       |
| Argentina  | 43.462.323       |
| Ukraine    | 35.801.050       |
| Indonesien | 30.253.938       |
| Indien     | 27.820.000       |
| Mexico     | 27.169.977       |
| Rumænien   | 18.663.939       |
| Canada     | 13.884.800       |

## [1]Historie
Majs er ikke en naturlig dansk plante, men har dog været i Europa siden 1500-tallet, efter at spanierne bragte den hjem fra Mesoamerika. 
De majsdyrkende, oprindelige folk i Mesoamerika vidste godt, at majsen var kunstigt fremavlet, og de lagde vægt på at dyrke majsens mor (græsarten Teosinte (Zea mays ssp. parviglumis)) langs yderkanten af markerne for at sikre god bestøvning. 
Planten begyndte at brede sig til Afrika og Asien. Ideen var ikke at bruge majsen som menneskeføde, men mere til hønsefoder. Under den irske hungersnød i 1845, hvor kartoffelhøsten endnu engang var slået fejl, begyndte USA at sende majs til Irland. 
Majskobler kan omdannes til kulstofbriketter, som kan lagre store mængder metangas ved lavt tryk.
Det kan anvendes i biler, hvor det lette metanlager fint kan være under et passagersæde.
De indfødte amerikanere i det nordlige Mexico, Arizona og New Mexico dyrker en særlig blå variant af majsplanten, også kaldet "Hopi Maize".

## GMO
Majs er blevet generisk modificeret af firmaet Monsanto til at modstå ukrudtsmidlerne ”Roundup”, glyfosat og glufosinat samt til at modstå insekter (se MON 863-majs, der er genetisk modificeret med genet for et insekticid (protein) fra Bacillus thuringiensis). 

### Bioforstærkning
Vitaminindholdet i en sydafrikansk sort ved betegnelsen M37W er blevet forøget 169 gange for beta caroten (forstadie til vitamin A), 6 gange for vitamin C og 2 gange for folat. 
EU har godkendt seks majssorter til dyrkning.